# Awialessoochrana

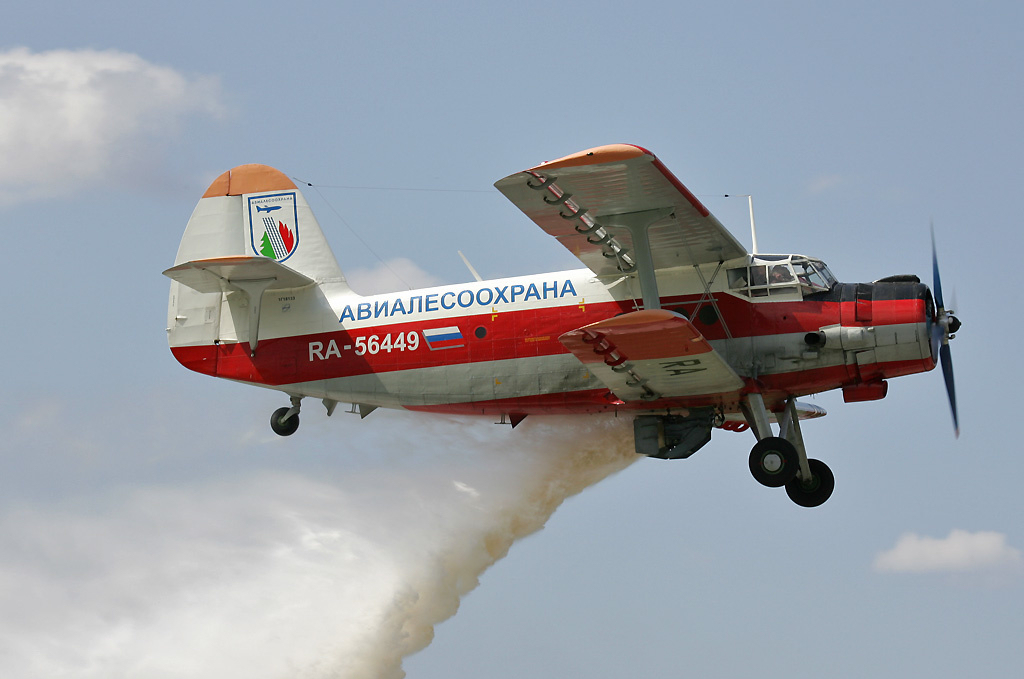
Eine An-2 der Awialessoochrana im Einsatz

Awialessoochrana (russisch Авиалесоохрана, deutsch: Flugschutz der Wälder bzw. Luftbewachung der Wälder) ist der Name einer russischen Feuerwehrspezialeinheit, der ältesten und größten Waldbrandbekämpfungseinheit der Welt. Die Truppe ist verantwortlich für die Bekämpfung von Wald- und Steppenbränden, den Schutz vor Insektenfraß und anderen Gefahren im gesamten russischen Staatsgebiet, in dem sich immerhin ein Viertel der weltweiten Waldbestände befinden und jedes Jahr zwischen 20.000 und 35.000 Brände ausbrechen.
Etwa 4000 Feuerwehrleute, verteilt über 18 Flugplätze und 340 kleinere Standorte, dienen in dieser Truppe. Die Zentrale der Einheit befindet sich in Puschkino in der Nähe von Moskau. Zum Einsatz werden die Einheiten entweder mit Mi-8-Helikoptern geflogen oder sie springen mit Fallschirmen aus An-2-Doppeldeckern ab. An wenigen Einsatzorten werden sie von der lokalen Bevölkerung unterstützt. In entlegenen Einsatzgebieten ist die Awialessoochrana die einzige Einheit, die in der Lage ist, die Brandherde zu bekämpfen. Häufig werden Brände in den Weiten Russlands auch sich selbst überlassen.

## Geschichte
Seinen Ursprung hat Awialessoochrana in den 1920er Jahren. Zu dieser Zeit begann man in der UdSSR Flugzeuge für kartografische Luftaufnahmen sowie zur Kontrolle von Waldflächen zu nutzen. Bei diesen Flügen wurden wiederholt auch Waldbrände entdeckt. Diesem Umstand verdankte die Awialessoochrana ihre Gründung im Juli 1931, acht Jahre früher als entsprechende Smokejumpereinheiten in den USA.
Zu Beginn fanden erste Erprobungsflüge zum Lokalisieren von Waldbränden in der Oblast Nischni Nowgorod statt. Der offizielle Erstflug fand am 7. Juli 1931, dem Gründungstag der Awialessoochrana, in einer Polikarpow U-2 statt. Er dauerte 1,5 Stunden. Während der gesamten Missionszeit von etwa 40 Stunden wurde ein Gebiet von 15.000 Quadratkilometer kontrolliert und 14 Feuer entdeckt. In den darauffolgenden Jahren wurden diese Flüge auch in Karelien, im Ural und im fernen Osten durchgeführt und es gab eine Vielzahl von Untersuchungen darüber, ob und wie der Einsatz von Flugzeugen bei der Brandbekämpfung optimiert werden könnte. Eines der Ergebnisse war die Ausbildung der 17 ersten mit Fallschirmen ausgestatteten Feuerspringer im Jahr 1935.
Bis 1939 wurden, außer in Nischni Nowgorod, noch drei weitere Luftbasen in Archangelsk, Perm und Krasnojarsk eröffnet und die zu kontrollierende Waldfläche stieg, ebenso wie die Flugstunden, stetig an. Zu Beginn des Zweiten Weltkrieges kontrollierten 110 U-2-Flugzeuge und 70 Feuerspringer eine Fläche von 109.000 Quadratkilometer. Mit Ausbruch der Kampfhandlungen zwischen dem deutschen Reich und der Sowjetunion 1941 wurden sämtliche Tätigkeiten der Awialessoochrana eingestellt und die Piloten und Flugzeuge an der Front eingesetzt. Erst einige Jahre nach Ende des Krieges wurde die Arbeit fortgesetzt. So wurde 1951 in Chomjakowo bei Moskau eine Schule zur regulären Ausbildung von Feuerspringern gegründet. Ab 1952 übernahm die Antonow An-2 die Aufgaben der U-2. Im Gegensatz zu jener war die An-2 jedoch in der Lage, bei Patrouillenflügen gleichzeitig einige Feuerspringer mitzuführen, die bei entdeckten Bränden sofort zum Einsatz kommen konnten. Die Effektivität der Brandbekämpfung erhöhte sich dadurch deutlich. Die An-2 bilden auch heute noch einen Großteil des Flugzeugparks der Awialessoochrana. Sie werden in der heutigen Zeit durch Einbau von Turbopropmotoren zu moderneren An-3 umgerüstet. Später kamen auch Hubschrauber wie der Mil Mi-1 und Mi-4 hinzu, die die Brandbekämpfer mittels Seilwinden zu Boden ließen oder neben dem Feuer landeten. 1960 wurden spezielle Sprunganzüge entwickelt, dank denen die Feuerspringer auch direkt über Waldflächen abgesetzt werden konnten. Größere Gruppen von Feuerspringern wurden aus mehrmotorigen Flugzeugen wie der Iljuschin Il-14, der An-26 oder dem Großhubschrauber Mi-6 abgesetzt. In den 1980er Jahren wurde diese Taktik verstärkt angewandt.
Bis 1990 mietete man die Flugzeuge für die Überwachung bei verschiedenen Fluglinien, die die gleichen Flugplätze nutzten. Zu dieser Zeit arbeiteten mehr als 8000 Feuerwehrleute bei Awialessoochrana, die damit die größte Feuerwehreinheit der Welt war. Nach dem Zusammenbruch des Ostblocks schrumpfte deren Zahl aufgrund der radikalen Budgetkürzungen auf 4000. Auch die Flugzeuge konnten nicht mehr gemietet werden und es entstanden ab 1994 eigene Flugzeugparks, deren Maschinen von der ebenfalls mit Finanzschwierigkeiten kämpfenden Aeroflot übernommen wurden. Aufgrund dieser Einschränkungen ließ die Effektivität der Feuerbekämpfung massiv nach. So wurden in den 2000er Jahren nur etwa 40 % aller Waldbrände lokalisiert, nur bei 19 % der Löschmaßnahmen war Awialessoochrana beteiligt. Die Einheit musste mit einem sehr geringen Etat (2001: 35 Millionen Euro) auskommen. Die Ausrüstung war oftmals veraltet und die Löhne niedrig. Löschten die Feuerwehrleute Brände jedoch innerhalb von zwei Tagen, erhielten sie eine Bonuszahlung. In den Jahren 1972 und 2002, als schwerste Waldbrände die Hauptstadt Moskau bedrohten, wurden Feuerwehrleute der Awialessoochrana aus allen Teilen des Landes eingeflogen und hatten maßgeblichen Anteil an der erfolgreichen Bekämpfung der Brände. 2001 wurde der 70. Jahrestag des ersten Fluges begangen.
2007 wurde die Zuständigkeit für den Waldschutz an die Regionen übergeben, die Einrichtungen der Awialessoochrana kamen entsprechend unter Zuständigkeit der regionalen Behörden. Die damit einhergehende drastische Kürzung der Mittel zur Feuerbekämpfung hat nach Ansicht der Umweltstiftung WWF das Waldbrandproblem in Russland stark vergrößert.